# Ermitage Saint-Antoine de Pescocostanzo
L'ermitage Saint-Antoine (italien : Eremo di Sant'Antonio) est un ermitage catholique situé dans la commune de Pescocostanzo, dans la Province de L'Aquila et la région des Abruzzes, en Italie.